# Philodromus casseli
Philodromus casseli es una especie de araña cangrejo del género Philodromus, familia Philodromidae. Fue descrita científicamente por Simon en 1899.

## Distribución
Esta especie se encuentra en Malí.